# Лесьниця (Татранський повіт)
Лесьниця (пол. Leśnica) — село в Польщі, у гміні Буковина-Татшанська Татранського повіту Малопольського воєводства.
Населення — 1744 особи (2011).
У 1975—1998 роках село належало до Новосондецького воєводства.

## Демографія
Демографічна структура станом на 31 березня 2011 року:
|          | Загалом | Допрацездатний вік | Працездатний вік | Постпрацездатний вік |
| -------- | ------- | ------------------ | ---------------- | -------------------- |
| Чоловіки | 876     | 229                | 578              | 69                   |
| Жінки    | 868     | 207                | 504              | 157                  |
| Разом    | 1744    | 436                | 1082             | 226                  |